# Bitry (Oise)
Bitry ist eine französische Gemeinde mit 309 Einwohnern (Stand 1. Januar 2022) im Département Oise in der Region Hauts-de-France (vor 2016 Picardie). Sie gehört zum Arrondissement Compiègne und zum Kanton Compiègne-1. 

## Geografie
Die Gemeinde Bitry liegt an der Aisne auf halbem Weg zwischen den Städten Compiègne (20 Kilometer westlich) und Soissons (20 Kilometer östlich). Im Osten grenzt die Gemeinde an das Département Aisne. Umgeben wird Bitry von den Nachbargemeinden Moulin-sous-Touvent und Saint-Pierre-lès-Bitry im Norden, Vic-sur-Aisne im Osten, Montigny-Lengrain im Südosten, Courtieux im Süden, Jaulzy im Süden und Südwesten sowie Attichy im Westen.

## Bevölkerungsentwicklung
| Jahr                       | 1962 | 1968 | 1975 | 1982 | 1990 | 1999 | 2010 | 2021 |
| Einwohner                  | 309  | 297  | 287  | 266  | 281  | 303  | 294  | 314  |
| Quellen: Cassini und INSEE |      |      |      |      |      |      |      |      |

## Sehenswürdigkeiten

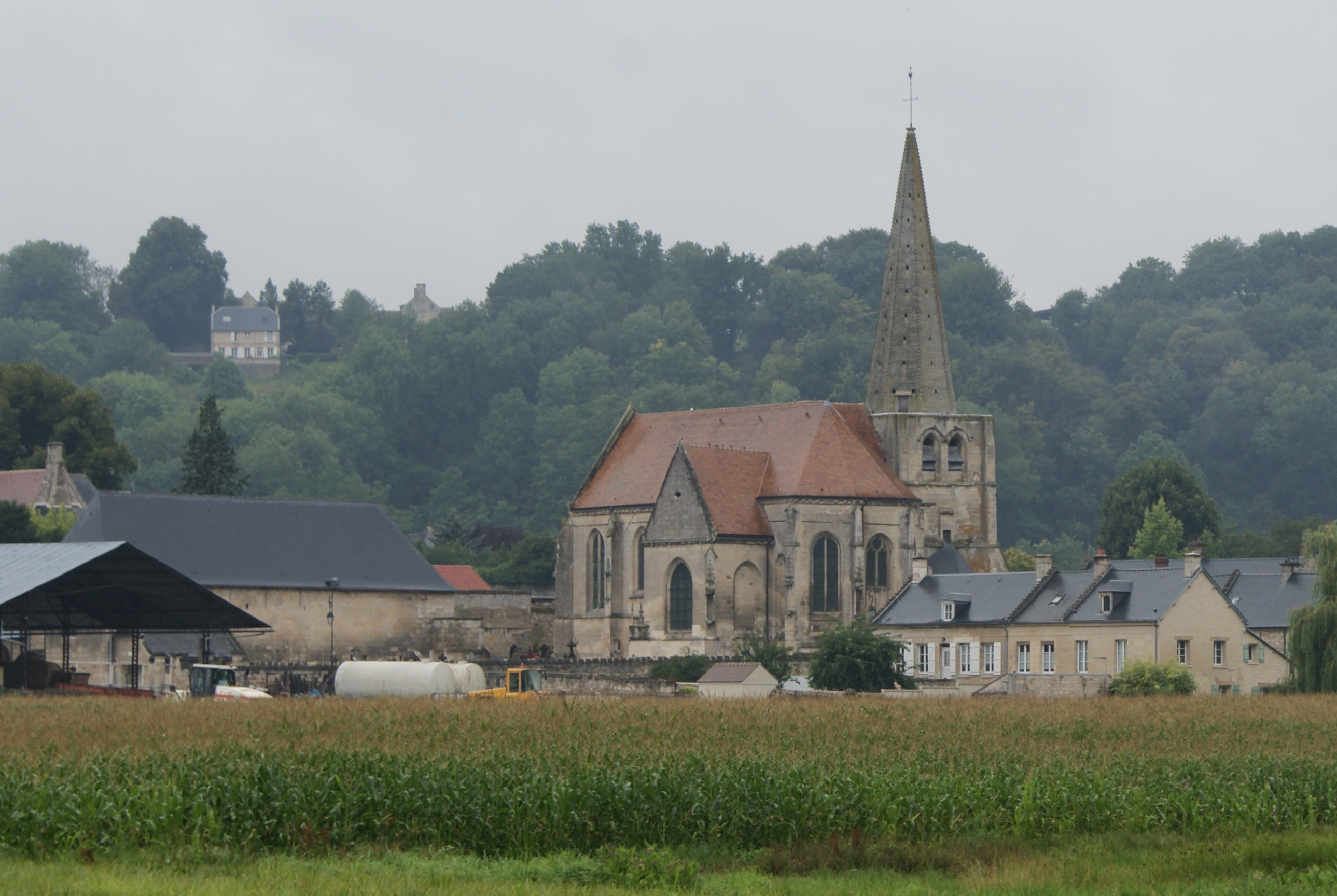
Kirche St-Sulpice-St-Antoine
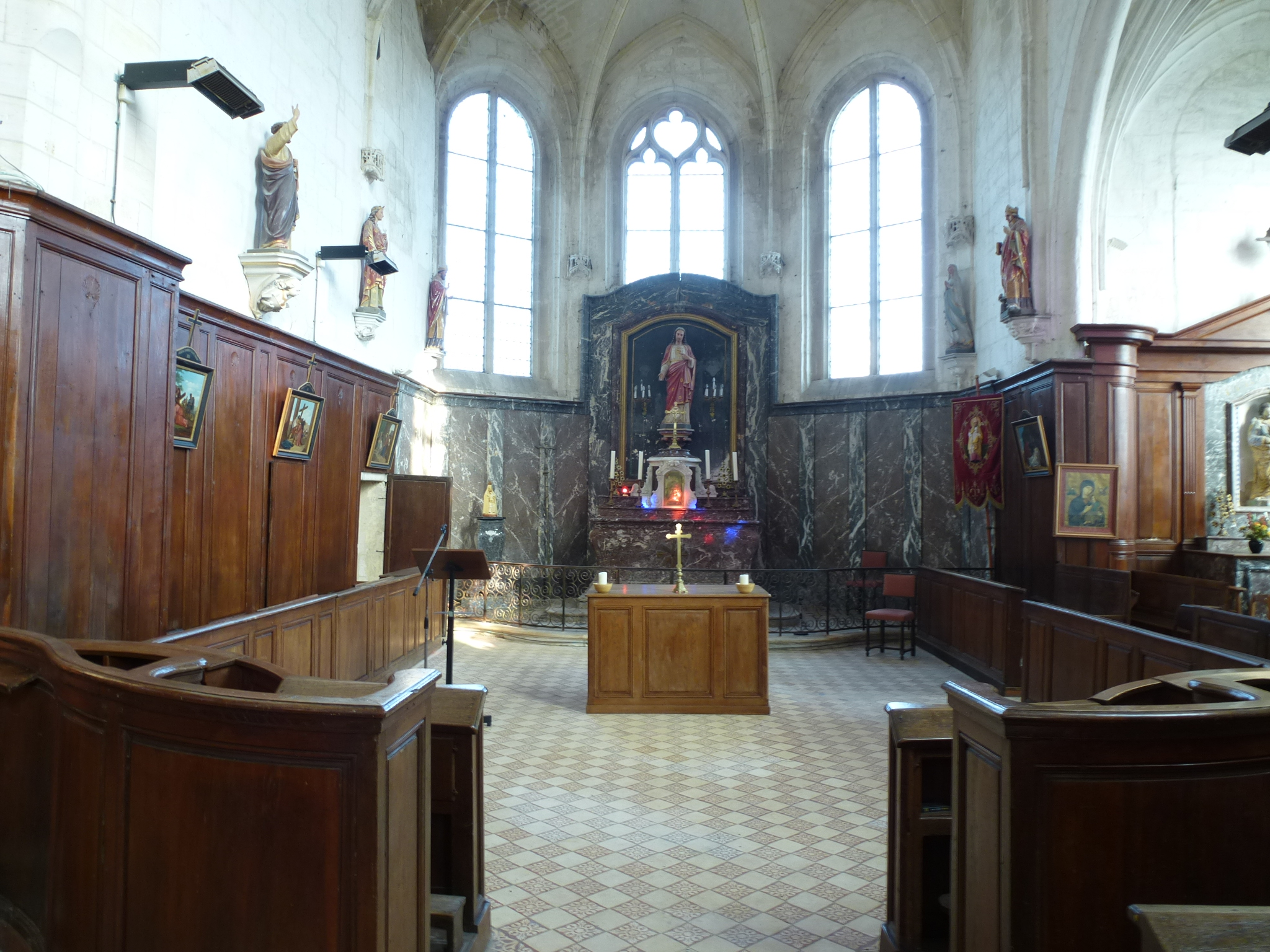
Innenansicht der Kirche
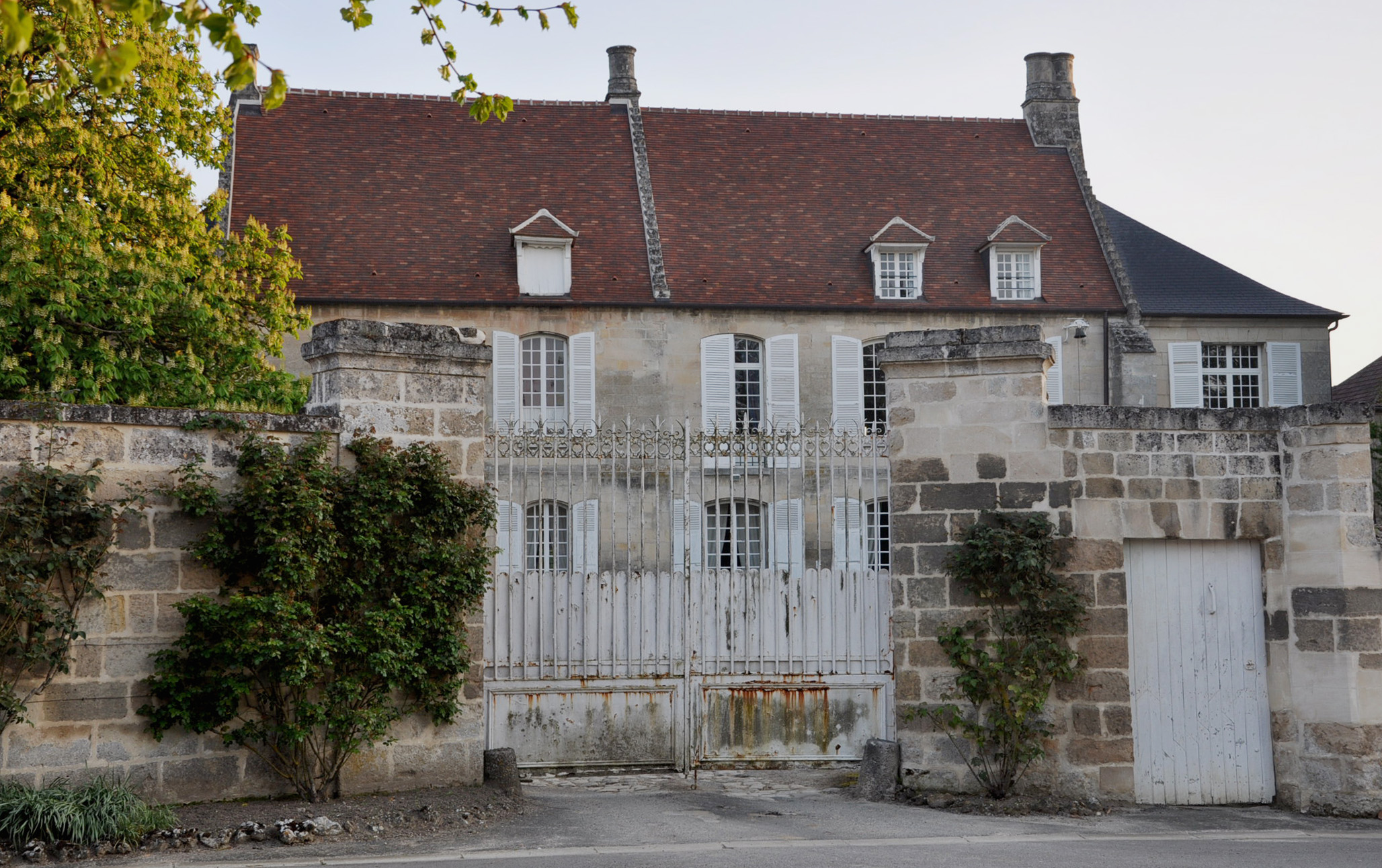
Herrenhaus von Lombardy

- Kirche St-Sulpice-St-Antoine
- Innenansicht der Kirche
- Herrenhaus von Lombardy